# IHL 1989/90
Die Saison 1989/90 war die 45. reguläre Saison der International Hockey League. Während der regulären Saison bestritten die neun Teams jeweils 82 Spiele. In den Play-offs setzten sich die Indianapolis Ice durch und gewannen den ersten Turner Cup in ihrer Vereinsgeschichte.

## Teamänderungen
Folgende Änderungen wurden vor Beginn der Saison vorgenommen:
- Die Saginaw Hawks stellten den Spielbetrieb ein.
- Die Denver Rangers wurden nach Phoenix, Arizona, umgesiedelt und änderten ihren Namen in Phoenix Roadrunners.

## Reguläre Saison

### Abschlusstabelle
Abkürzungen: GP = Spiele, W = Siege, L = Niederlagen, T = Unentschieden, OTL = Niederlage nach Overtime, GF = Erzielte Tore, GA = Gegentore, Pts = Punkte
| East Division        | GP | W  | L  | T | OTL | GF  | GA  | Pts |
| -------------------- | -- | -- | -- | - | --- | --- | --- | --- |
| Muskegon Lumberjacks | 82 | 55 | 21 | 0 | 6   | 389 | 304 | 116 |
| Kalamazoo Wings      | 82 | 53 | 23 | 0 | 6   | 389 | 311 | 112 |
| Flint Spirits        | 82 | 40 | 36 | 0 | 6   | 326 | 358 | 86  |
| Fort Wayne Komets    | 82 | 37 | 34 | 0 | 11  | 316 | 345 | 85  |

| West Division           | GP | W  | L  | T | OTL | GF  | GA  | Pts |
| ----------------------- | -- | -- | -- | - | --- | --- | --- | --- |
| Indianapolis Ice        | 82 | 53 | 21 | 0 | 8   | 315 | 237 | 114 |
| Salt Lake Golden Eagles | 82 | 37 | 36 | 0 | 9   | 326 | 311 | 83  |
| Milwaukee Admirals      | 82 | 36 | 39 | 0 | 7   | 316 | 370 | 79  |
| Peoria Rivermen         | 82 | 31 | 38 | 0 | 13  | 317 | 378 | 75  |
| Phoenix Roadrunners     | 82 | 27 | 44 | 0 | 11  | 314 | 394 | 65  |

## Turner-Cup-Playoffs
| Turner-Cup-Viertelfinale | Turner-Cup-Viertelfinale | Turner-Cup-Viertelfinale |    |                         | Turner-Cup-Halbfinale | Turner-Cup-Halbfinale | Turner-Cup-Halbfinale |  |  | Turner-Cup-Finale | Turner-Cup-Finale | Turner-Cup-Finale |
|                          |                          |                          |    |                         |                       |                       |                       |  |  |                   |                   |                   |
| E1                       | Muskegon Lumberjacks     | 4                        |    |                         |                       |                       |                       |  |  |                   |                   |                   |
| E4                       | Fort Wayne Komets        | 1                        |    |                         |                       |                       |                       |  |  |                   |                   |                   |
| E4                       | Fort Wayne Komets        | 1                        | E1 | Muskegon Lumberjacks    | 4                     |                       |                       |  |  |                   |                   |                   |
|                          |                          |                          | E1 | Muskegon Lumberjacks    | 4                     |                       |                       |  |  |                   |                   |                   |
|                          | E2                       | Kalamazoo Wings          | 2  |                         |                       |                       |                       |  |  |                   |                   |                   |
| E2                       | E2                       | Kalamazoo Wings          | 2  | Kalamazoo Wings         | 4                     |                       |                       |  |  |                   |                   |                   |
| E2                       |                          |                          |    | Kalamazoo Wings         | 4                     |                       |                       |  |  |                   |                   |                   |
| E3                       | Flint Spirits            | 0                        |    |                         |                       |                       |                       |  |  |                   |                   |                   |
| E3                       | Flint Spirits            | 0                        | E1 | Muskegon Lumberjacks    | 0                     |                       |                       |  |  |                   |                   |                   |
|                          |                          |                          |    | Muskegon Lumberjacks    | 0                     |                       |                       |  |  |                   |                   |                   |
|                          | W1                       | Indianapolis Ice         | 4  |                         |                       |                       |                       |  |  |                   |                   |                   |
| W1                       | W1                       | Indianapolis Ice         | 4  | Indianapolis Ice        | 4                     |                       |                       |  |  |                   |                   |                   |
| W1                       |                          |                          |    | Indianapolis Ice        | 4                     |                       |                       |  |  |                   |                   |                   |
| W4                       | Peoria Rivermen          | 1                        |    |                         |                       |                       |                       |  |  |                   |                   |                   |
| W4                       | Peoria Rivermen          | 1                        | W1 | Indianapolis Ice        | 4                     |                       |                       |  |  |                   |                   |                   |
|                          |                          |                          | W1 | Indianapolis Ice        | 4                     |                       |                       |  |  |                   |                   |                   |
|                          | W2                       | Salt Lake Golden Eagles  | 1  |                         |                       |                       |                       |  |  |                   |                   |                   |
| W2                       | W2                       | Salt Lake Golden Eagles  | 1  | Salt Lake Golden Eagles | 4                     |                       |                       |  |  |                   |                   |                   |
| W2                       |                          |                          |    | Salt Lake Golden Eagles | 4                     |                       |                       |  |  |                   |                   |                   |
| W3                       | Milwaukee Admirals       | 2                        |    |                         |                       |                       |                       |  |  |                   |                   |                   |

## Vergebene Trophäen

### Mannschaftstrophäen
| Auszeichnung                                          | Team                 |
| ----------------------------------------------------- | -------------------- |
| Turner Cup Gewinner der IHL-Playoffs                  | Indianapolis Ice     |
| Fred A. Huber Trophy Bestes Team der regulären Saison | Muskegon Lumberjacks |

### Individuelle Trophäen
| Auszeichnung                                                                   | Spieler        | Team                    |
| ------------------------------------------------------------------------------ | -------------- | ----------------------- |
| James Gatschene Memorial Trophy MVP der regulären Saison                       | Michel Mongeau | Peoria Rivermen         |
| Leo P. Lamoureux Memorial Trophy Bester Scorer                                 | Michel Mongeau | Peoria Rivermen         |
| Governor’s Trophy Bester Verteidiger                                           | Brian Glynn    | Salt Lake Golden Eagles |
| James Norris Memorial Trophy Torhüter mit den wenigsten Gegentoren             | Jimmy Waite    | Indianapolis Ice        |
| Garry F. Longman Memorial Trophy Bester Rookie                                 | Rob Murphy     | Milwaukee Admirals      |
| Ken McKenzie Trophy Bester US-amerikanischer Rookie                            | Tim Sweeney    | Salt Lake Golden Eagles |
| Commissioner’s Trophy Bester Trainer                                           | Darryl Sutter  | Indianapolis Ice        |
| Ironman Award Spieler mit allen Saisoneinsätzen und beständig hohen Leistungen | Bob Lakso      | Fort Wayne Komets       |
| Norman R. „Bud“ Poile Trophy MVP der Turner-Cup-Playoffs                       | Mike McNeal    | Indianapolis Ice        |